# Colonna di Nelson

La colonna di Nelson (in inglese Nelson's Column), è una colonna commemorativa che si trova a Trafalgar Square, a Londra, nel Regno Unito.
Eretta per commemorare Horatio Nelson, caduto nel 1805 nella battaglia di Trafalgar, la colonna venne costruita tra il 1840 e il 1843 basandosi su un progetto di William Railton e a un costo di 47,000 sterline.

## Storia
Il monumento fu costruito tra il 1840 e il 1843 per commemorare la morte dell'ammiraglio Horatio Nelson alla battaglia di Trafalgar, nel 1805. La statua di Nelson è alta 5,5 m e si trova sopra una colonna di granito alta 46 m di circa 3 m di diametro. La statua, di arenaria, è orientata verso sud verso il Palazzo di Westminster e il Pall Mall. La cima della colonna ha un capitello corinzio (ispirato alle colonne del tempio di Marte Ultore di Roma) ed è decorato con foglie d'acanto in bronzo ottenute dalla fusione di cannoni britannici. Il piedistallo è decorato da quattro pannelli che raffigurano le quattro grandi vittorie di Nelson ottenuti dalla fusione dei cannoni francesi catturati. Nel 1868 agli angoli del piedistallo furono aggiunti quattro grandi leoni di bronzo.
Il monumento fu progettato dall'architetto William Railton nel 1838 e costruito dalla ditta Peto & Grissell. Il modello originale in pietra in scala 1:22 al National Maritime Museum a Greenwich. La statua fu scolpita da Edward Hodges Baily della Royal Academy; ai suoi piedi si trova una piccola targa di bronzo che riporta il suo nome. Il costo dell'intero monumento fu di 47.500 sterline dell'epoca, equivalenti a circa 6,5 milioni di euro, in parte raccolto con sottoscrizioni pubbliche.
La colonna fu restaurata completamente tre volte, l'ultima nel 2006; in quell'occasione fu riparato meglio un braccio che era stato colpito da un fulmine nel 1880 e la struttura venne ripulita con un getto d'acqua e con lievi abrasivi. Il costo dell'operazione, 420.000 sterline (circa € 600.000) fu coperto dalle assicurazioni Zurich, che in cambio furono autorizzate a ricoprire i ponteggi con la propria pubblicità. Prima del restauro furono effettuati dei rilievi laser durante i quali fu scoperto che la colonna era più corta di quello che si pensasse. L'altezza del monumento, dal primo gradino del piedistallo alla punta del cappello dell'ammiraglio è di 51,64 m (169 piedi e 5 pollici) contro i 56,39 (185 piedi) che si ritenevano essere la sua altezza.

## Scalate
John Noakes, co-presentatore del programma della BBC per bambini Blue Peter, scalò la colonna negli anni settanta.
Anche Gary Wilmot intraprese l'arrampicata del monumento nel 1989 per emulare la «scalata d'inaugurazione» tenutasi nel 1843. Indossando vestiti vittoriani e un cappello da marinaio, Wilmot, una volta giunto sulla sommità del monumento, favorì con sandwich e tè, per poi riscendere.
In ogni caso, molto spesso la colonna viene scalata come trovata pubblicitaria per aumentare la sensibilità pubblica su problematiche ambientali, sociali o politiche:
- Ed Drummond, la scalò nel 1979 per protestare contro l'apartheid;
- Simon Nadin con Noel Craine, Jerry Moffat e Johnny Dawes, la scalò nel 1995 per aumentare l'attenzione sulla situazione critica degli Inuit canadesi;
- Isabel Losada, per richiamare l'attenzione sulle politiche cinesi attuate in Tibet.

## Rilievi
| Immagine | Collocazione             | Nome del rilievo                 | Descrizione della scena |
| -------- | ------------------------ | -------------------------------- | --- |
|          | lato ovest del basamento | The Battle of Cape St Vincent    | Il rilievo, opera di Musgrave Watson e William F. Woodington, raffigura i momenti salienti della battaglia di Capo San Vincenzo, che vide scontrarsi la flotta di Nelson con quella spagnola. |
|          | lato nord del basamento  | The Battle of the Nile           | Questo rilievo è stato realizzato dal solo William F. Woodington, che qui intende commemorare la battaglia del Nilo dove Nelson sconfisse la flotta francese. |
|          | lato est del basamento   | The Bombardment of Copenhagen    | Questo rilievo, frutto dello scalpello di John Ternouth, ricorda la battaglia di Copenaghen dove Nelson ottenne una vittoria schiacciante contro la Danimarca. |
|          | lato sud del basamento   | The Death of Nelson at Trafalgar | Questo rilievo di John Edward Carew, che termina idealmente il percorso dei quattro rilievi (che intende ricordare solennemente la vita di Horatio Nelson), raffigura l'apice della battaglia di Trafalgar: Nelson viene appena ferito a morte da un colpo di moschetto, che gli perfora un polmone. |

## Altri monumenti dedicati a Nelson
La colonna di Nelson è solo il più celebre di una serie di monumenti dedicati all'ammiraglio Horatio Nelson che furono eretti nel Regno Unito e nei territori che facevano parte dell'Impero britannico subito dopo la sua morte.
- A Dublino, in Irlanda, il Nelson's Pillar, eretto nel 1808 molto simile al monumento londinese, venne demolito dall'IRA con una carica esplosiva nel 1966, al suo posto si trova ora The Spire.
- A Montréal, in Canada, in Place Jacques-Cartier, nel 1809 i mercanti britannici eressero una colonna con in cima una statua di Nelson.
- A Edimburgo, in Scozia, il Nelson's Monument, una torre che commemora l'ammiraglio inglese, a Calton Hill
- A Hereford, in Inghilterra, nel Castle Green si trova una colonna con un'urna decorativa in cima , inizialmente doveva esserci una statua dell'ammiraglio che, per mancanza di fondi, non poté essere realizzata.
- A Birmingham, in Inghilterra, a Bull Ring si trova una statua di bronzo di Nelson, realizzata nel 1809 da Richard Westmacott, allievo del Canova.
- A Great Yarmouth, in Inghilterra il Britannia Monument, una colonna dorica alta 43,89 m costruita nel 1809.